# Mary McAleese
Mary Patricia McAleese (en irlandès: Maire Pádraigín MhiC Ghiolla Íosa) (Belfast, Irlanda del Nord, 27 de juny de 1951) és una advocada, periodista i política irlandesa que ha estat presidenta d'Irlanda.

## Formació i carrera professional
Va néixer el 1951 a Irlanda del Nord, es va llicenciar en Dret a la Queen's University de Belfast el 1973 i va ser reclamada per treballar al Col·legi d'Irlanda del Nord el 1974. El 1975 va ser nomenada professora de Dret Penal, Criminologia i Penologia al Trinity College de Dublín i el 1987 va tornar a la Queen's University, per convertir-se en directora de l'Institut d'Estudis Jurídics Professionals. El 1994 es va convertir en la primera dona vicerectora catòlica de la Queen's University de Belfast.
Ha treballat com a periodista d’actualitat i presentadora de ràdio i televisió a Radio Telefís Éireann i director de Channel 4 Television.

## Carrera política
Durant els anys setanta fou una activa impulsora de la reforma per a despenalitzar l’homosexualitat a la República d’Irlanda, mentre que, alhora, ha mantingut posicions conservadores en relació al divorci i l’avortament.
Va ser candidata del Fianna Fáil a la Presidència de la República d'Irlanda i, amb el suport del Sinn Féin (braç polític de l'IRA), va triomfar en aquestes eleccions el 30 d'octubre de 1997, amb el 45,2% dels vots. A Irlanda s'escull el president cada set anys però el càrrec té un paper fonamentalment simbòlic. El 2004 no hi va haver cap altre candidat, per la qual cosa McAleese reassumí el càrrec sense necessitat de celebrar una elecció.

## Presidència
El 1997 McAleese va vèncer el Taoiseach Albert Reynolds en una elecció interna del partit per determinar la nominació presidencial irlandesa del Fianna Fáil. Molts comentaristes van criticar la decisió del Fianna Fáil de nomenar McAleese al·legant que l'elecció d'una catòlica de Belfast podria danyar les relacions amb el Regne Unit. El 1990 el periodista i comentarista de dreta Eoghan Harris va encapçalar una campanya en contra seu.
Els seus oponents a les eleccions presidencials de 1997 van ser Mary Banotti del Fine Gael, Adi Roche del Partit Laborista i dos candidats independents: Dana Rosemary Scallon i Derek Nally. En aquestes eleccions va vèncer McAleese amb el 45,2% dels vots en la primera volta. Durant la segona i última volta va sortir afavorida davant Banotti amb 58,7% de la preferència de l'electorat. L'11 de novembre de 1997, es va convertir en la vuitena presidenta d'Irlanda, la primera en la història mundial en què una dona passa a una altra dona com a Cap d'Estat electa.
Els primers set anys de mandat de Mary McAleese van acabar el novembre de 2004, però va anunciar el 14 de setembre d'aquell any que aspiraria a un segon terme en les eleccions presidencials de 2004. Després del fracàs d'altres candidats a assegurar el suport necessari per a una nominació, la presidenta incumbent no va tenir oposició i va ser declarada electa l'1 d'octubre. En segon terme va començar l'11 de novembre. Els alts índexs d'aprovació de McAleese es considera com la raó per a la seva reelecció sense oposició d'altres partits polítics per evitar els costos (polítics i financers) de competir en una elecció que hauria estat molt difícil guanyar.
McAleese ha dit que el lema de la seva presidència és ¨ construint ponts ¨. La primera nord-irlandesa a convertir-se en presidenta d'Irlanda és una visitant regular d'Irlanda del Nord on és ben rebuda per la majoria de les dues comunitats. McAleese és també admiradora de la reina Isabel II, a qui va conèixer quan va ser Pro-Vice Canceller de la Reina. S'ha dit que una de les seves grans ambicions personals és ser l'amfitriona de la primera visita d'un cap d'estat britànic a la República d'Irlanda.
El març de 1998, va anunciar que se celebraria oficialment el dia 12 de juliol així com el Dia de Sant Patrici, reconeixent la seva importància entre els protestants de l'Ulster. També va rebre crítiques de la jerarquia de l'Església Catòlica Irlandesa per fer comunió en una catedral anglicana de Dublín. El 27 de gener de 2005 va causar novament controvèrsies en fer referència a com alguns nens protestants a Irlanda del Nord eren formats per odiar els catòlics, així com els nens europeus ¨ per generacions, per segles ¨ van ser impulsats a odiar els jueus. Aquestes expressions van causar indignació entre polítics unionistes i McAleese va demanar disculpes més tard reconeixent que només havia criticat el sectarisme d'un sol costat de l'espectre religiós irlandès.
És membre del Council of Women World Leaders, que aplega dones Caps de Govern, o que han estat Presidentes i Primeres Ministres.

## Família
Està casada amb Martin McAleese, un comptador i un dentista de professió. La parella té tres fills: Emma filla gran es va graduar com un enginyer de la University College, Dublín i ara és un estudiant d'odontologia al Trinity College, i els seus germans són bessons: Justin, un comptador amb un mestratge de la University College de Dublín, i SaraMai, qui va obtenir un mestratge en bioquímica a la de la Universitat d'Oxford.